# Тадеуш Жакей
Таде́уш Жа́кей (пол. Tadeusz Żakiej; 13 січня 1915, Львів — 6 жовтня 1994, Варшава) — польський письменник, музиколог, журналіст, театральний діяч і кулінар.

## Біографічні дані
Тадеуш Жакей народився у Львові. Вивчав право у Львівському університеті та музикознавство у Консерваторії Польського музичного товариства у Львові під керівництвом Стефанії Лобачевської та Северина Барбага. Закінчив курс оперного співу та акторської майстерності в Державному інституті театрального мистецтва у Варшаві. Як поет, дебютував 1931 року у львівському літературному журналі «Gaudeamus: miesięcznik pan-gimnazjalny», ставши одним із його засновників і головним редактором. 1938 року вийшла його збірка віршів «Пломені і колискові». Був близький до літературного угруповання «Мандрівні співці».
Після Другої світової війни Тадеуш Жакей працював у Сілезії. У сезоні 1946—1947 років виступав у Муніципальному театрі імені Юліуша Словацького в Ополі. Він також очолював керівником відділу культури та мистецтва Сілезької воєводської ради.
1966 року Жакей заснував щоквартальник «Polish Music — Polnische Musik» (виходив англійською та німецькою мовами) і керував ним як головний редактор до 1984 року. Він був автором публікацій на музичну тематику, писав тексти до музичних творів і провадив радіопередачі.
Під псевдонімами Марія Лемніс та Генрик Вітрі видавав кулінарні книги та публікував кулінарні статті в щомісячнику «Ти і Я».
Твори Тадеуша Жакея перекладено англійською, німецькою, російською, словацькою, французькою та чеською мовами.
Рукописи його віршів (1935—1955) зберігаються в Народній бібліотеці (Magazyn rękopisów, akc. 22428).

## Публікації

### Під власним іменем
- Płomienie i kołysanki, Nakładem Lwowa Literackiego, Lwów 1938

### Під псевдонімом Тадеуш Марек
- Franciszek Schubert, Polskie Wydawnictwo Muzyczne, Kraków 1952, trzecie i następne wydania pt. Schubert
- Dawna muzyka lutniowa i gitarowa, Spółdzielnia Wydawnicza «Czytelnik», Warszawa 1953
- Przewodnik koncertowy. Bibliografia twórczości muzycznej 10-lecia, Centralna Komisja Repertuarowa II Festiwalu Muzyki Polskiej, Warszawa 1955
- Współczesna muzyka polska 1945–56: próba charakterystyki, Polskie Wydawnictwo Muzyczne, Kraków 1956
- Poematy symfoniczne Mieczysława Karłowicza, Polskie Wydawnictwo Muzyczne, Kraków 1959
- Fryderyk Chopin. Listy — výber z korešpondencje, Bratysława 1960
- Wielka Orkiestra Symfoniczna Polskiego Radia, Polskie Wydawnictwo Muzyczne, Kraków 1960
- Karol Szymanowski: 1882—1937, «Ars Polona», Warszawa 1962
- Psychological mechanisms of human creativity: the temptation for reassessment, Eburon, Delft 1993

### Під псевдонімом Марія Лемніс і Генрик Вітрі
- Książka kucharska dla samotnych i zakochanych, Iskry 1959
- «Iskier» przewodnik sztuki kulinarnej, Iskry 1976
- W staropolskiej kuchni i przy polskim stole, Interpress 1979

## Нагороди і відзнаки
- Золотий Хрест Заслуги (18.01.1946)[3]

## Зовнішні зв'язки
- Publikacje w katalogu Nukat